# Serie A 1977 (hockey su pista)
La Serie A 1977 è stata la 54ª edizione (la 28ª a girone unico), del torneo di primo livello del campionato italiano di hockey su pista. La competizione ha avuto inizio il 12 febbraio e si è conclusa il 9 luglio 1977.
Lo scudetto è stato conquistato dal Novara per la ventesima volta nella sua storia.

## Stagione

### Novità
A prendere il testimone dell'Atl. Forte dei Marmi e della Triestina retrocesse in Serie B vi furono, vincendo il campionato cadetto, l'CGC Viareggio e la Reggiana. Al torneo parteciparono: AFP Giovinazzo, Amatori Lodi, Goriziana, Grosseto, Laverda Breganze (campione in carica), Monza, Novara,  Follonica, Pordenone, Trissino e appunto il CGC Viareggio e la Reggiana.

### Formula
La formula del campionato fu la stessa della stagione precedente; la manifestazione fu organizzata con un girone all'italiana, con gare di andata e ritorno per un totale di 22 giornate: erano assegnati 2 punti per l'incontro vinto e un punto a testa per l'incontro pareggiato, mentre non ne era attribuito alcuno per la sconfitta. Al termine del campionato la prima squadra classificata venne proclamata campione d'Italia mentre l'undicesima e la dodicesima classificate retrocedettero in Serie B.

### Avvenimenti
Il campionato iniziò Il 12 febbraio e si concluse Il 9 luglio 1977. L'inizio del torneo fu favorevole al Novara e all'AFP Giovinazzo che con tre vittorie nei primi tre turni presero la testa della classifica mentre erano attardate i campioni in carica del Breganze e il Monza che raccolse solo due punti. Alla quinta giornata i pugliesi si issarono in cima al torneo da soli ma già alla sesta tornata furono ripresi da ben quattro compagini.
Infatti nella prima parte del campionato regnò l'equilibrio con otto squadre racchiuse in due punti. Al termine del girone di andata in testa al campionato vi erano il Novara e la neopromossa Viareggio con un punto di vantaggio sul Pordenone e due sulla coppia Follonica e Reggiana. Le più blasonate Breganze e Monza stavano invece disputando un campionato deludente con i brianzoli che erano penultimi ed in piena zona retrocessione.
L'inizio del girone di ritorno è favorevole ai piemontesi che con due vittorie e un pareggio allungano in classifica sulle rivali portando a tre i punti di vantaggio che diventeranno quattro alla 20ª giornata. In zona retrocessione si faceva sempre più critica la posizione del Monza e del Grosseto con i toscani vicini alla discesa in Serie B. Gli azzurri di Novara riuscirono a vincere il titolo alla penultima giornata grazie al pareggio raccolto contro il Trissino; questo fu il ventesimo titolo di campione d'Italia e oltre a vincere il campionato il club novarese fu il primo in Italia a cucirsi sulle maglie le due stelle (la Juventus nel calcio conquistò il 17º scudetto, la Pro Recco nella pallanuoto era ferma a 14, mentre l'Olimpia Milano nella pallacanestro era ferma a 19 come la Triestina nell'hockey su pista).
A retrocedere in Serie B furono il Grosseto e il Monza; per i brianzoli fu la prima volta ed il campionato perdeva un'altra protagonista dopo la retrocessione dell'anno precedente della Triestina. Tuttavia, a seguito di un reclamo del Monza in quanto la sfida salvezza contro il CGC Viareggio si protrasse oltre i termini prescritti, la federazione decise di reintegrare le due società retrocesse (Monza e Grosseto) a seguito dell'allargamento dei quadri di Serie A che passava da 12 a 14 squadre.

## Squadre partecipanti
| Club             | Stag.    | Città           | Impianto                          | Stagione precedente              |
| ---------------- | -------- | --------------- | --------------------------------- | -------------------------------- |
| AFP Giovinazzo   | dettagli | Giovinazzo (BA) | Palasport di Giovinazzo           | 6º in Serie A                    |
| Amatori Lodi     | dettagli | Lodi (MI)       | PalaRiboni                        | 10º in Serie A                   |
| CGC Viareggio    | dettagli | Viareggio (LU)  | PalaBarsacchi                     | In Serie B, promosso             |
| Follonica        | dettagli | Follonica (GR)  | Pista Armeni                      | 5º in Serie A                    |
| Goriziana        | dettagli | Gorizia         | Palestra della Valletta del Corno | 4º in Serie A                    |
| Grosseto         | dettagli | Grosseto        | Pista di viale Manetti            | 7º in Serie A                    |
| Laverda Breganze | dettagli | Breganze (VI)   | Centro Giovanile Don Bosco        | 1º in Serie A, campione d'Italia |
| Monza            | dettagli | Monza (MI)      | Pista di via Boccaccio            | 2º in Serie A                    |
| Novara           | dettagli | Novara          | Palazzetto dello sport            | 3º in Serie A                    |
| Pordenone        | dettagli | Pordenone       | ?                                 | 8º in Serie A                    |
| Reggiana         | dettagli | Reggio Emilia   | PalaRegnani di Scandiano (RE)     | In Serie B, promossa             |
| Trissino         | dettagli | Trissino (VI)   | Palasport di Trissino             | 9º in Serie A                    |

### Allenatori e primatisti
| Squadra          | Allenatore         | Cannoniere                      |
| ---------------- | ------------------ | ------------------------------- |
| AFP Giovinazzo   |                    | Francesco Frasca (44 reti)      |
| Amatori Lodi     |                    |                                 |
| CGC Viareggio    |                    |                                 |
| Goriziana        |                    |                                 |
| Grosseto         |                    |                                 |
| Laverda Breganze | Leoni              |                                 |
| Monza            |                    |                                 |
| Novara           | Ferruccio Panagini | Beniamino Battistella (44 reti) |
| Follonica        |                    |                                 |
| Pordenone        |                    |                                 |
| Reggiana         |                    |                                 |
| Trissino         |                    |                                 |

## Classifica finale
|  | Pos. | Squadra          | Pt | G  | V  | N | P  | GF  | GS  | DR  |
|  | ---- | ---------------- | -- | -- | -- | - | -- | --- | --- | --- |
|  | 1.   | Novara           | 28 | 22 | 10 | 8 | 4  | 113 | 87  | +26 |
|  | 2.   | AFP Giovinazzo   | 25 | 22 | 11 | 3 | 8  | 76  | 71  | +5  |
|  | 3.   | Pordenone        | 25 | 22 | 8  | 9 | 5  | 75  | 70  | +5  |
|  | 4.   | Follonica        | 24 | 22 | 10 | 4 | 8  | 75  | 57  | +18 |
|  | 5.   | Reggiana         | 24 | 22 | 9  | 6 | 7  | 86  | 75  | +11 |
|  | 6.   | Laverda Breganze | 22 | 22 | 8  | 6 | 8  | 78  | 64  | +14 |
|  | 7.   | Goriziana        | 22 | 22 | 7  | 8 | 7  | 78  | 68  | +10 |
|  | 8.   | Amatori Lodi     | 22 | 22 | 8  | 6 | 8  | 56  | 58  | -2  |
|  | 9.   | CGC Viareggio    | 21 | 22 | 9  | 3 | 10 | 79  | 80  | -1  |
|  | 10.  | Trissino         | 21 | 22 | 8  | 5 | 9  | 72  | 85  | -13 |
|  | 11.  | Monza            | 20 | 22 | 8  | 4 | 10 | 67  | 74  | -7  |
|  | 12.  | Grosseto         | 10 | 22 | 4  | 2 | 16 | 66  | 132 | -66 |

Legenda:
      Campione d'Italia e qualificato in Coppa dei Campioni 1977-1978.
  Vincitore della Coppa Italia 1977.
      Qualificato in Coppa delle Coppe 1977-1978.
      Retrocesso in Serie B.
Note:
Due punti a vittoria, uno a pareggio, zero a sconfitta.
In caso di parità di punteggio, le posizioni erano decise per differenza reti generale.

## Risultati
| Andata (1ª) | Andata (1ª) | Prima giornata            | Ritorno (12ª) | Ritorno (12ª) |
|             |             |                           |               |               |
| 12 feb.     | 2-1         | AFP Giovinazzo-Trissino   | 1-1           | 30 apr.       |
| 12 feb.     | 3-6         | Amatori Lodi-Novara       | 4-6           | 30 apr.       |
| 12 feb.     | 1-0         | Goriziana-Follonica       | 2-4           | 30 apr.       |
| 12 feb.     | 6-7         | Grosseto-CGC Viareggio    | 3-3           | 30 apr.       |
| 12 feb.     | 3-2         | Pordenone-Monza           | 2-2           | 30 apr.       |
| 12 feb.     | 3-3         | Reggiana-Laverda Breganze | 2-9           | 30 apr.       |

| Andata (2ª) | Andata (2ª) | Seconda giornata          | Ritorno (13ª) | Ritorno (13ª) |
|             |             |                           |               |               |
| 19 feb.     | 7-3         | Follonica-Trissino        | 5-7           | 7 mag.        |
| 19 feb.     | 6-1         | Laverda Breganze-Grosseto | 3-4           | 7 mag.        |
| 19 feb.     | 2-1         | Monza-Amatori Lodi        | 4-2           | 7 mag.        |
| 19 feb.     | 9-3         | Novara-CGC Viareggio      | 4-4           | 7 mag.        |
| 19 feb.     | 2-6         | Pordenone-Goriziana       | 2-2           | 7 mag.        |
| 19 feb.     | 3-5         | Reggiana-AFP Giovinazzo   | 1-1           | 7 mag.        |

| Andata (3ª) | Andata (3ª) | Terza giornata             | Ritorno (14ª) | Ritorno (14ª) |
|             |             |                            |               |               |
| 26 feb.     | 3-2         | AFP Giovinazzo-Monza       | 2-3           | 23 giu.       |
| 26 feb.     | 5-0         | CGC Viareggio-Pordenone    | 2-3           | 14 mag.       |
| 26 feb.     | 5-3         | Follonica-Laverda Breganze | 0-1           | 14 mag.       |
| 26 feb.     | 1-1         | Goriziana-Amatori Lodi     | 0-1           | 14 mag.       |
| 26 feb.     | 6-8         | Grosseto-Novara            | 4-10          | 14 mag.       |
| 26 feb.     | 0-6         | Trissino-Reggiana          | 2-0           | 14 mag.       |

| Andata (4ª) | Andata (4ª) | Quarta giornata           | Ritorno (15ª) | Ritorno (15ª) |
|             |             |                           |               |               |
| 5 mar.      | 2-3         | Amatori Lodi-Grosseto     | 4-3           | 21 mag.       |
| 5 mar.      | 6-3         | CGC Viareggio-Goriziana   | 2-9           | 21 mag.       |
| 5 mar.      | 4-5         | Laverda Breganze-Trissino | 1-2           | 21 mag.       |
| 5 mar.      | 3-3         | Monza-Follonica           | 2-5           | 21 mag.       |
| 5 mar.      | 6-3         | Pordenone-AFP Giovinazzo  | 2-5           | 21 mag.       |
| 17 mar.     | 5-5         | Novara-Reggiana           | 4-5           | 21 mag.       |

| Andata (5ª) | Andata (5ª) | Quinta giornata         | Ritorno (16ª) | Ritorno (16ª) |
|             |             |                         |               |               |
| 12 mar.     | 7-2         | AFP Giovinazzo-Grosseto | 5-7           | 21 mag.       |
| 12 mar.     | 3-1         | Follonica-Amatori Lodi  | 0-1           | 21 mag.       |
| 12 mar.     | 2-2         | Goriziana-Novara        | 2-10          | 21 mag.       |
| 12 mar.     | 3-4         | Monza-Laverda Breganze  | 3-7           | 21 mag.       |
| 12 mar.     | 3-3         | Reggiana-Pordenone      | 4-6           | 21 mag.       |
| 12 mar.     | 4-2         | Trissino-CGC Viareggio  | 2-5           | 21 mag.       |

| Andata (6ª) | Andata (6ª) | Sesta giornata               | Ritorno (17ª) | Ritorno (17ª) |
|             |             |                              |               |               |
| 19 mar.     | 7-2         | Amatori Lodi-Reggiana        | 1-3           | 4 giu.        |
| 19 mar.     | 3-1         | CGC Viareggio-AFP Giovinazzo | 2-3           | 4 giu.        |
| 19 mar.     | 1-2         | Goriziana-Monza              | 2-2           | 4 giu.        |
| 19 mar.     | 3-2         | Grosseto-Trissino            | 2-2           | 4 giu.        |
| 19 mar.     | 2-2         | Novara-Follonica             | 2-5           | 4 giu.        |
| 19 mar.     | 1-1         | Pordenone-Laverda Breganze   | 2-4           | 4 giu.        |

| Andata (7ª) | Andata (7ª) | Settima giornata         | Ritorno (18ª) | Ritorno (18ª) |
|             |             |                          |               |               |
| 26 mar.     | 3-3         | Amatori Lodi-Pordenone   | 2-2           | 11 giu.       |
| 26 mar.     | 3-2         | Follonica-AFP Giovinazzo | 2-5           | 11 giu.       |
| 26 mar.     | 3-3         | Laverda Breganze-Novara  | 3-4           | 11 giu.       |
| 26 mar.     | 5-2         | Monza-Grosseto           | 4-1           | 11 giu.       |
| 26 mar.     | 6-2         | Reggiana-CGC Viareggio   | 4-0           | 11 giu.       |
| 26 mar.     | 4-3         | Trissino-Goriziana       | 3-6           | 11 giu.       |

| Andata (8ª) | Andata (8ª) | Ottava giornata                | Ritorno (19ª) | Ritorno (19ª) |
|             |             |                                |               |               |
| 2 apr.      | 4-3         | AFP Giovinazzo-Goriziana       | 2-7           | 18 giu.       |
| 2 apr.      | 4-3         | CGC Viareggio-Laverda Breganze | 6-7           | 18 giu.       |
| 2 apr.      | 2-7         | Grosseto-Reggiana              | 2-4           | 18 giu.       |
| 2 apr.      | 2-1         | Pordenone-Follonica            | 3-3           | 18 giu.       |
| 2 apr.      | 0-4         | Trissino-Amatori Lodi          | 3-7           | 18 giu.       |
| 5 apr.      | 3-2         | Novara-Monza                   | 0-5           | 18 giu.       |

| Andata (9ª) | Andata (9ª) | Nona giornata                   | Ritorno (20ª) | Ritorno (20ª) |
|             |             |                                 |               |               |
| 9 apr.      | 3-3         | Amatori Lodi-CGC Viareggio      | 1-0           | 25 giu.       |
| 9 apr.      | 3-3         | Follonica-Reggiana              | 3-4           | 25 giu.       |
| 9 apr.      | 9-3         | Goriziana-Grosseto              | 3-3           | 25 giu.       |
| 9 apr.      | 5-2         | Laverda Breganze-AFP Giovinazzo | 2-3           | 25 giu.       |
| 9 apr.      | 4-6         | Monza-Trissino                  | 4-4           | 25 giu.       |
| 9 apr.      | 6-6         | Novara-Pordenone                | 7-1           | 25 giu.       |

| Andata (10ª) | Andata (10ª) | Decima giornata             | Ritorno (21ª) | Ritorno (21ª) |
|              |              |                             |               |               |
| 16 apr.      | 5-1          | AFP Giovinazzo-Amatori Lodi | 3-3           | 2 lug.        |
| 16 apr.      | 5-1          | CGC Viareggio-Follonica     | 1-3           | 2 lug.        |
| 16 apr.      | 3-5          | Grosseto-Pordenone          | 0-14          | 2 lug.        |
| 16 apr.      | 3-3          | Laverda Breganze-Goriziana  | 2-2           | 2 lug.        |
| 16 apr.      | 5-2          | Reggiana-Monza              | 4-6           | 2 lug.        |
| 16 apr.      | 6-6          | Trissino-Novara             | 4-4           | 2 lug.        |

| \| Andata (11ª) \| Andata (11ª) \| Undicesima giornata \| Ritorno (22ª) \| Ritorno (22ª) \| \| \| \| \| \| \| \| 23 apr. \| 2-2 \| Amatori Lodi-Laverda Breganze \| 4-2 \| 9 lug. \| \| 23 apr. \| 7-6 \| Goriziana-Reggiana \| 4-4 \| 9 lug. \| \| 23 apr. \| 1-8 \| Grosseto-Follonica \| 3-9 \| 9 lug. \| \| 23 apr. \| 1-9 \| Monza-CGC Viareggio \| 4-5 \| 9 lug. \| \| 23 apr. \| 10-7 \| Novara-AFP Giovinazzo \| 2-5 \| 9 lug. \| \| 23 apr. \| 5-4 \| Pordenone-Trissino \| 2-2 \| 9 lug. \| |              |                               |               |               |
| Andata (11ª) | Andata (11ª) | Undicesima giornata           | Ritorno (22ª) | Ritorno (22ª) |
| |              |                               |               |               |
| 23 apr. | 2-2          | Amatori Lodi-Laverda Breganze | 4-2           | 9 lug.        |
| 23 apr. | 7-6          | Goriziana-Reggiana            | 4-4           | 9 lug.        |
| 23 apr. | 1-8          | Grosseto-Follonica            | 3-9           | 9 lug.        |
| 23 apr. | 1-9          | Monza-CGC Viareggio           | 4-5           | 9 lug.        |
| 23 apr. | 10-7         | Novara-AFP Giovinazzo         | 2-5           | 9 lug.        |
| 23 apr. | 5-4          | Pordenone-Trissino            | 2-2           | 9 lug.        |

## Verdetti
| Verdetto                          | Club                |
| --------------------------------- | ------------------- |
| Campione d'Italia 1977            | Novara (20º titolo) |
| Qualificato in Coppa dei Campioni | Novara              |
| Qualificato in Coppa delle Coppe  | Follonica           |
| Retrocesse in Serie B             | Monza Grosseto      |

### Squadra campione
| N° | Naz.              | Ruolo | Sportivo                  |  |  |  |
| -- | ----------------- | ----- | ------------------------- |  |  |  |
| ?  | Italia (bandiera) | A     | Beniamino Battistella     |  |  |  |
| ?  | Italia (bandiera) | D     | Roberto Borrini (1957)    |  |  |  |
| ?  | Italia (bandiera) | D     | Marco Brignoni            |  |  |  |
| ?  | Italia (bandiera) | A     | Dionigi De Grandis (1959) |  |  |  |
| ?  | Italia (bandiera) | A     | Giulio Fona               |  |  |  |
| ?  | Italia (bandiera) | P     | Piergiorgio Givoni (1958) |  |  |  |
| ?  | Italia (bandiera) | A     | Mancin Bruno              |  |  |  |
| ?  | Italia (bandiera) | E     | Silvio Ghibaudi           |  |  |  |
| ?  | Italia (bandiera) | P     | Mario Romussi             |  |  |  |
| ?  | Italia (bandiera) | D     | Roberto Scacchetti (1958) |  |  |  |

- Allenatore:  Ferruccio Panagini

## Statistiche del torneo

### Capoliste solitarie
|    | —— | —— | —— | ——  | —— | ——   | ——   | ——   | ——  | ——  | ——     | ——     | ——     | ——     | ——     | ——     | ——     | ——     | ——     | ——     | ——     | —— |  |
|    |    |    |    | AFP |    | Fol. | Nov. | Nov. |     |     | Novara | Novara | Novara | Novara | Novara | Novara | Novara | Novara | Novara | Novara | Novara |    |  |
|    |    |    |    |     |    |      |      |      |     |     |        |        |        |        |        |        |        |        |        |        |        |    |  |
|    |    |    |    |     |    |      |      |      |     |     |        |        |        |        |        |        |        |        |        |        |        |    |  |
| 1ª | 2ª | 3ª | 4ª | 5ª  | 6ª | 7ª   | 8ª   | 9ª   | 10ª | 11ª | 12ª    | 13ª    | 14ª    | 15ª    | 16ª    | 17ª    | 18ª    | 19ª    | 20ª    | 21ª    | 22ª    |    |  |

### Classifica in divenire
|                  | 1ª | 2ª | 3ª | 4ª | 5ª | 6ª | 7ª | 8ª | 9ª | 10ª | 11ª | 12ª | 13ª | 14ª | 15ª | 16ª | 17ª | 18ª | 19ª | 20ª | 21ª | 22ª |
| ---------------- | -- | -- | -- | -- | -- | -- | -- | -- | -- | --- | --- | --- | --- | --- | --- | --- | --- | --- | --- | --- | --- | --- |
| AFP Giovinazzo   | 2  | 4  | 6  | 6  | 8  | 8  | 8  | 10 | 10 | 12  | 12  | 13  | 14  | 14  | 16  | 16  | 18  | 20  | 20  | 22  | 23  | 25  |
| Amatori Lodi     | 0  | 0  | 1  | 1  | 1  | 3  | 4  | 6  | 7  | 7   | 8   | 8   | 8   | 10  | 12  | 14  | 14  | 15  | 17  | 19  | 20  | 22  |
| CGC Viareggio    | 2  | 2  | 4  | 6  | 6  | 8  | 8  | 10 | 11 | 13  | 15  | 16  | 17  | 17  | 17  | 19  | 19  | 19  | 19  | 19  | 19  | 21  |
| Goriziana        | 2  | 4  | 5  | 5  | 6  | 6  | 8  | 8  | 10 | 11  | 13  | 13  | 14  | 14  | 16  | 16  | 17  | 17  | 19  | 20  | 21  | 22  |
| Grosseto         | 0  | 0  | 0  | 2  | 2  | 4  | 4  | 4  | 4  | 4   | 4   | 4   | 6   | 6   | 6   | 8   | 9   | 9   | 9   | 10  | 10  | 10  |
| Laverda Breganze | 1  | 3  | 3  | 3  | 5  | 6  | 7  | 7  | 9  | 10  | 11  | 13  | 13  | 15  | 15  | 17  | 19  | 19  | 21  | 21  | 22  | 22  |
| Monza            | 0  | 2  | 2  | 3  | 3  | 5  | 7  | 7  | 7  | 7   | 7   | 8   | 10  | 12  | 12  | 12  | 13  | 15  | 17  | 18  | 20  | 20  |
| Novara           | 2  | 4  | 6  | 6  | 7  | 8  | 9  | 11 | 12 | 13  | 15  | 17  | 18  | 20  | 21  | 23  | 23  | 25  | 25  | 27  | 28  | 28  |
| Follonica        | 0  | 2  | 4  | 5  | 7  | 8  | 10 | 10 | 11 | 11  | 13  | 15  | 15  | 15  | 17  | 17  | 19  | 19  | 20  | 20  | 22  | 24  |
| Pordenone        | 2  | 2  | 2  | 4  | 5  | 6  | 7  | 9  | 10 | 12  | 14  | 15  | 16  | 18  | 18  | 20  | 20  | 21  | 22  | 22  | 24  | 25  |
| Reggiana         | 1  | 1  | 3  | 5  | 6  | 6  | 8  | 10 | 11 | 13  | 13  | 13  | 14  | 14  | 15  | 15  | 17  | 19  | 21  | 23  | 23  | 24  |
| Trissino         | 0  | 0  | 0  | 2  | 4  | 4  | 6  | 6  | 8  | 9   | 9   | 10  | 12  | 14  | 16  | 16  | 17  | 18  | 18  | 19  | 20  | 21  |

### Record squadre
- Maggior numero di vittorie: AFP Giovinazzo (11)
- Minor numero di vittorie: Grosseto (4)
- Maggior numero di pareggi: Pordenone (9)
- Minor numero di pareggi: Grosseto (2)
- Maggior numero di sconfitte: Grosseto (16)
- Minor numero di sconfitte: Novara (4)
- Miglior attacco: Novara (113 reti realizzate)
- Peggior attacco: Amatori Lodi (56 reti realizzate)
- Miglior difesa: Follonica (57 reti subite)
- Peggior difesa: Grosseto (132 reti subite)
- Miglior differenza reti: Novara (+26)
- Peggior differenza reti: Grosseto (-66)

### Classifica cannonieri
| Gol |  |  | Giocatore             | Squadra        |
| --- |  |  | --------------------- | -------------- |
| 44  |  |  | Beniamino Battistella | Novara         |
| 44  |  |  | Francesco Frasca      | AFP Giovinazzo |